# Straßenbahn Werder

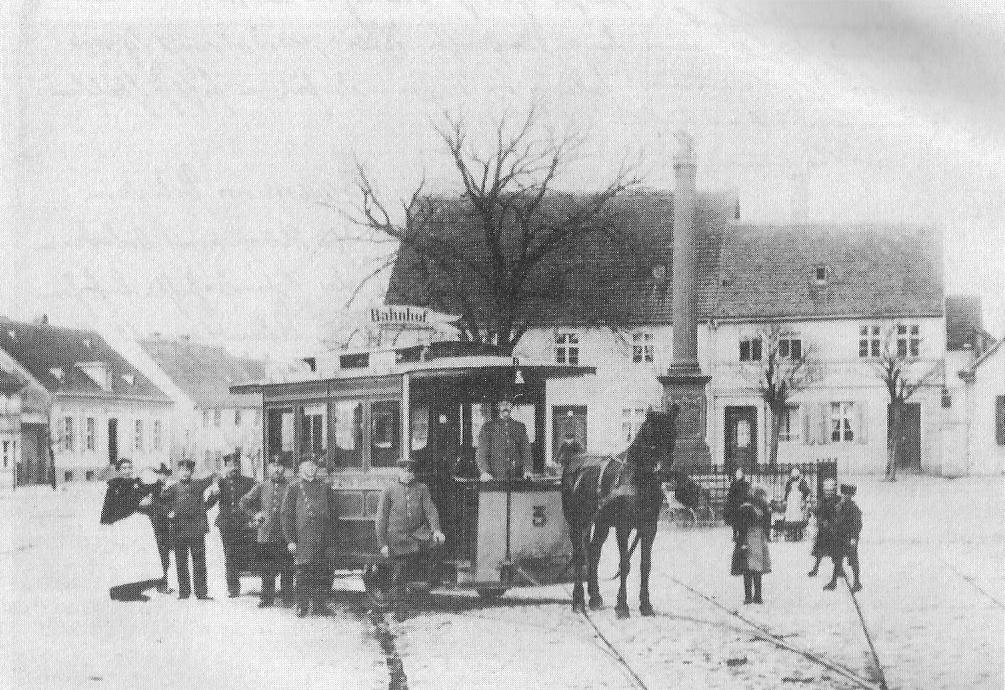
Wagen 3 und Betriebspersonal der Werderschen Pferdebahn am Markt in Werder

Karte

Die Straßenbahn Werder war eine von 1895 bis 1926 bestehende Pferdebahn in der brandenburgischen Stadt Werder. Sie umfasste eine 2,8 Kilometer lange Strecke vom Bahnhof zum Marktplatz, die von 1914 bis etwa 1920 um einen 2,4 Kilometer langen Abzweig nach Glindow ergänzt wurde.

## Geschichte
Ab 1879 fand in Werder das jährlich statt findende Baumblütenfest statt, das zu dieser Zeit etwa 12.000 bis 20.000 Besucher anlockte. Gleichzeitig stieg die Einwohnerzahl zu dieser Zeit. Der vorhandene Bahnhof lag jedoch etwa drei Kilometer vom Stadtzentrum am Marktplatz entfernt. Ab 1880 übernahmen daher Fuhrwerke die Beförderung. Ab dem 28. April 1892 soll eine regulär verkehrende Pferdeomnibuslinie gefahren sein.
Da die Omnibuslinie dem Fahrgastandrang nicht genügte, beschloss die Stadt den Bau einer Straßenbahn. Obwohl der elektrische Antrieb zu dieser Zeit bereits auf dem Vormarsch war, wählte man den Pferdeantrieb, da dieser den Anforderungen vollauf genügte. Im Juni 1895 wurde daraufhin die Werdersche Strassenbahn-Aktiengesellschaft zu Werder a.H. gegründet, an der sich mehrere lokale Unternehmer beteiligten; die Gesamtkosten für den Bau wurden auf 77.612 Mark beziffert. Die Eintragung ins Handelsregister fand am 24. August 1895 statt. Am 27. Juli 1895 nahm die normalspurige Pferdebahn den Betrieb auf.

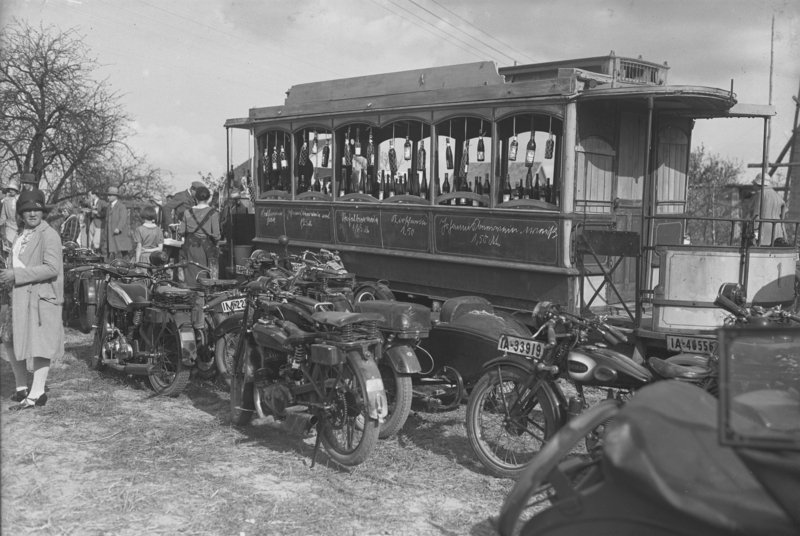
Ehemaliger Wagen der Pferdebahn als Verkaufsstand

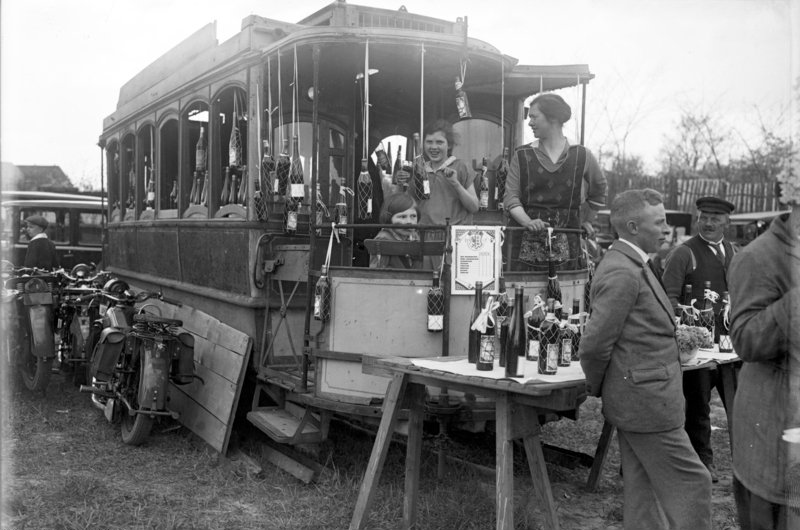
Pferdebahnwagen

Die Bahn war für einen Zeitraum von 30 Jahren konzessioniert. Der Betrieb wurde durch eine vom Bürgermeister erlassene Ortspolizeiverordnung geregelt. Das insgesamt 45 Paragraphen umfassende Werk schrieb einen sehr detaillierten Betriebsablauf vor. So mussten die Pferde mit klingenden Schellen versehen werden, der Transport von geladenen Gewehren und Sprengstoffen war ebenso wie das Benutzen der Schienen durch herkömmliche Fuhrwerke ausdrücklich untersagt. Nach Betriebsschluss durften die Wagen zudem nicht entlang der Strecke abgestellt werden.
Der Fahrpreis betrug für Einheimische 10 Pfennig. Auswärtige zahlten 20 Pfennig; dieser Preis galt zudem an den Sonntagen während des Baumblütenfestes sowie teilweise an Sonntagen während des Schützenfestes. Der erhöhte Fahrpreis wurde damit begründet, dass eine Überbeanspruchung des Materials vermieden werden sollte. Städtische Polizeibeamte und Boten fuhren umsonst.
Der Fahrplan richtete sich nach den Abfahrtszeiten der Vorortzüge nach Berlin, im Eröffnungsjahr bedeutete dies etwa 20 Fahrten am Tag. Für die 2,8 Kilometer lange Strecke benötigten die Pferde 26 Minuten. Im ersten Jahr zählte die Bahn 161.000 Fahrgäste, 1903 waren es 227.940, also etwa 625 Fahrgäste pro Tag.
Am 13. Juli 1911 beschloss die Generalversammlung der Gesellschaft den Verkauf der Bahn für 115.000 Mark an die Stadt und die damit verbundene Auflösung der Gesellschaft. Am 19. Juli übernahm die Stadt den Betrieb unter dem Namen Städtische Straßenbahn Werder a.H., das Regierungspräsidium in Potsdam erteilte im Januar 1913 die endgültige Genehmigung.
Am 26. Juni erhielt die Stadt die Genehmigung zum Bau einer zweiten Strecke nach Glindow, die am 15. Juni 1914 eröffnet werden konnte. Bereits von 1901 richtete die Gesellschaft eine Pferdeomnibuslinie ein, die 1903 mangels Rentabilität eingestellt werden musste. Die Streckenlänge vergrößerte sich durch die neue Strecke auf etwa 5,2 Kilometer. Da die Verbindung kaum nachgefragt war, wurde die Linie um 1920 wieder eingestellt. Ob auf der Glindower Linie ein anderer Fahrpreis erhoben wurde, ist nicht bekannt.
Die Inflation überstand die Pferdebahn mit diversen Betriebseinschränkungen; Gleise und Wagen verschlissen während dieser Zeit leicht.
Am 1. April 1926 beschloss die Stadt Werder die Einrichtung einer Kraftomnibuslinie entlang der Pferdebahnstrecke. Die Ergebnisse des Busses fielen so gut aus, dass am 7. August 1926 die Bahn stillgelegt und auf Omnibus umgestellt werden konnte. Die Gleise wurden in den nachfolgenden Jahren demontiert, die letzten davon erst in den 1980er Jahren.

## Fahrzeuge und Wagenhallen

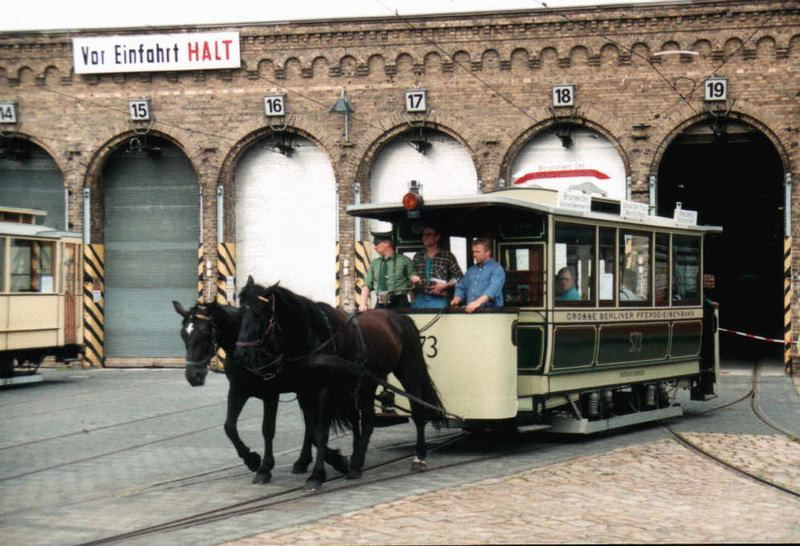
Wagen 573 der GBPfE lief von 1924 bis 1926 in Werder unter der Nummer 10

Über den Wagenpark und seine Unterbringung sind nur hinlänglich Informationen bekannt. Zur Eröffnung waren sechs Pferde und vier Pferdebahnwagen, davon ein Decksitzwagen, ein Sommerwagen, ein Einspänner sowie ein Einspänner mit Gepäckabteil. Um 1903 kamen drei weitere Einspänner in den Bestand hinzu. Ferner werden für das Jahr 1914 ein Wagen unbekannten Typs, ein Spezialwagen sowie ein Postwagen angegeben.
1924 kam als vermutlich letzter Neuzugang ein Metropol-Wagen der Berliner Straßenbahn nach Werder. Der Wagen wurde 1883 für die Große Berliner Pferde-Eisenbahn gebaut und diente nach 1902 als elektrischer Beiwagen. In Werder erhielt er die Nummer 10. 1981 wurde er wiederentdeckt und sechs Jahre darauf geborgen, woraufhin bis 1990 seine Aufarbeitung zum historischen Wagen erfolgte. Er wurde anlässlich des Jubiläums 125 Jahre Straßenbahn in Berlin vorgestellt und wird gegenwärtig vom Denkmalpflege-Verein Nahverkehr Berlin betreut.
Ein Teil der Wagen soll 1928 an die Spiekerooger Inselbahn verkauft worden sein. Andere wie Wagen 10 oder der abgebildete Wagen mit unbekannter Nummer, kamen in Privatbesitz.
Für die Unterbringung der Pferde und Wagen befand sich am Grundstück Marktplatz 4 eine Wagenhalle mit angeschlossenen Ställen. In der Halle befanden sich noch 1998 Gleisreste. In Glindow soll auf dem Grundstück eines späteren Feuerwehrhauses eine weitere Wagenhalle bestanden haben.